# Zakocierz
Zakocierz – część wsi Ślemień w Polsce położony w województwie śląskim, w powiecie żywieckim, w gminie Ślemień, w Beskidzie Andrychowskim (wschodnia część Beskidu Małego).
W latach 1975–1998 miejscowość administracyjnie należała do województwa bielskiego.
Znajduje się w dolinie Kocierki na południowych stokach Beskidu. Jest to osiedle typu zarębek. Obecnie jedno z położonych na nim gospodarstw zamienione zostało na schronisko studenckie Chatka pod Potrójną. Nieco powyżej tego schroniska, przy żółtym szlaku turystycznym, na wysokości 795 m n.p.m. znajduje się pomnik przyrody o nazwie Zbójeckie Okno lub Diabelskie Okno. Jest to  baszta skalna (skałka Na Zakocierzy) o wymiarach 6,5 × 3,5 x 10 m, będąca ostańcem piaskowcowo-zlepieńcowym i naturalnym odsłonięciem piaskowców istebniańskich. Ma ona formę bloku skalnego z tzw. oknem i jest przykładem form erozyjnych. 
Szlaki turystyczne

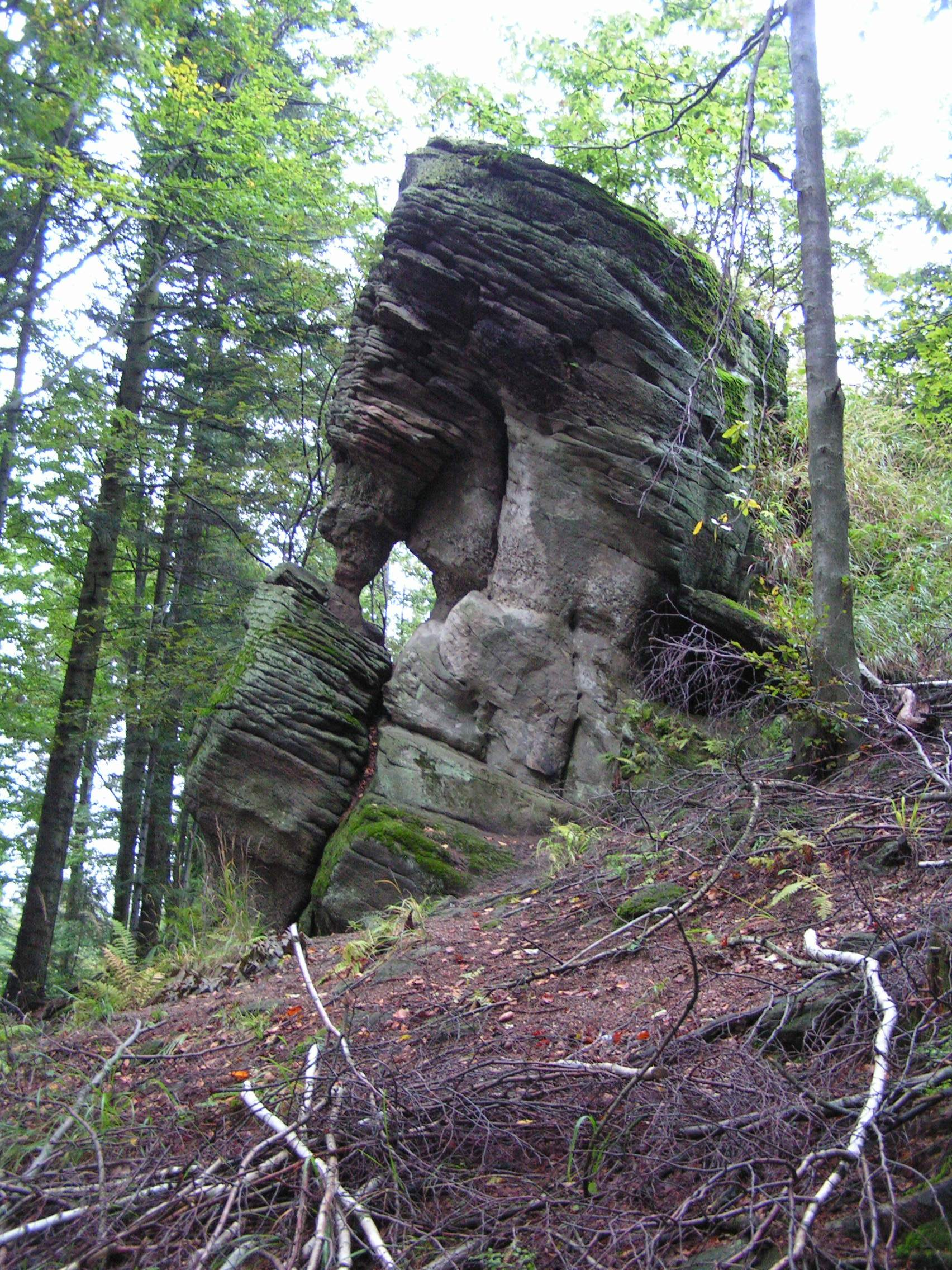
Diabelskie Okno

 Targanice – Jawornica – Potrójna – Przełęcz Zakocierska – Chatka pod Potrójną – Przełęcz na Przykrej – Łamana Skała – Anula – Rzyki-Pracica